# Нум Рі
Нум Рі (англ. Num Ri) (6677 м) — гірська вершина в регіоні Кхумбу, що знаходиться в Непальських  Гімалаях. Нум Рі складається з довгого хребта, який закінчується піком в східному напрямку у вигляді піраміди. Сусідні гори Айленд-пік, Барунцзе і Чо Полу)
Нум Рі вперше була підкорена 7 листопада 2002р німецькими альпіністами Олаф Рієк, Лідія Шуберт і Карстен Шмідт.